# José Martínez Sotomayor
José Martínez Sotomayor (Guadalajara, Jalisco, 1895  - 1980) fue un  abogado, juez, político, escritor y académico mexicano.

## Semblanza biográfica
Participó en los acontecimientos de la Revolución mexicana. Publicó artículos en las revistas Bandera de Provincias de 1929 a 1930,  y Contemporáneos de 1929 a 1931, participando con José Gorostiza, Jaime Torres Bodet y Xavier Villaurrutia entre otros, a quienes precisamente se les conoció con el nombre de Los Contemporáneos por haber sido editores de dicha publicación. Asimismo, colaboró para las revistas El Hijo Pródigo, Letras de México, América y Estaciones. 
Fue procurador de Justicia y secretario del Gobierno del Distrito Federal. Fue nombrado miembro de número de la Academia Mexicana de la Lengua el 25 de octubre de 1974, tomó posesión de la silla X el 23 de enero de 1976. Murió el 18 de marzo de 1980.

## Obras publicadas
- La rueca de aire en Contemporáneos, 1930.
- Lentitud, 1933.
- Locura, 1939.
- El reino azul, 1952.
- El puente, 1957.
- El semáforo, 1963.
- La mina, 1968.
- Perfil y acento de Guadalajara, 1970.
- Doña Perfecta Longines y otros cuentos, 1973.
- Trama de viento: cuentos y relatos completos, obra completa prologada por Alberto Ruy Sánchez, 1987.